# Білий шквал

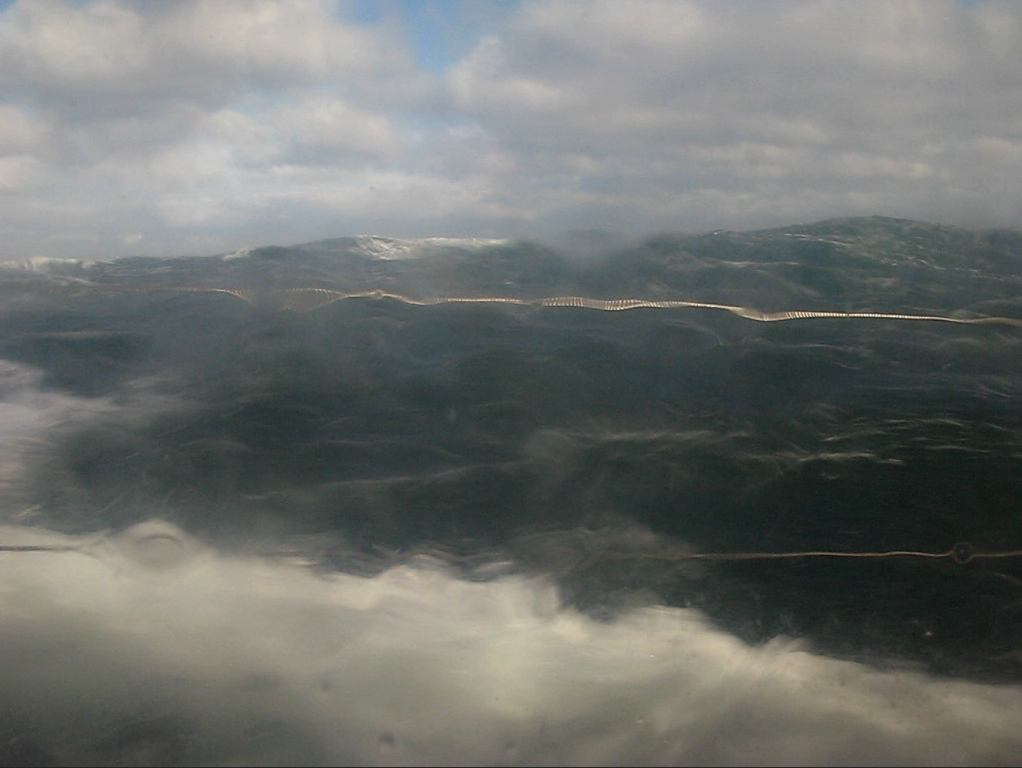
Білий шквал у протоці Магаллана (Вогняна Земля) 25 жовтня 2009 року

Білий шквал — метеорологічне явище, несподіваний, раптовий і поривчастий вітер, свого роду шквал, що виникає за одну мить і триває короткочасно. Це метеорологічне явище не пов'язане з дощем або бурею, воно може виникнути коли небо безхмарне. Небо безхмарне або покрите ясними хмарами, а поверхня води біла. Білий шквал виникає перед холодним фронтом, його вістря — це купчасто-дощова хмара — темна, сильно пошматована знизу.

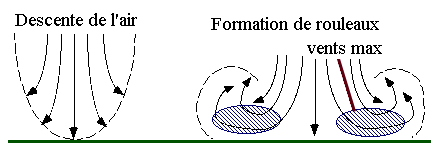
Різке опускання холодного повітря

Біла піна на воді, білі хмари, туман з плаваючих крапель або снігу, що супроводжуються раптовим сильним вітром. Для метеорологів білий шквал є суперечливим метеорологічним явищем, оскільки його важко спостерігати.

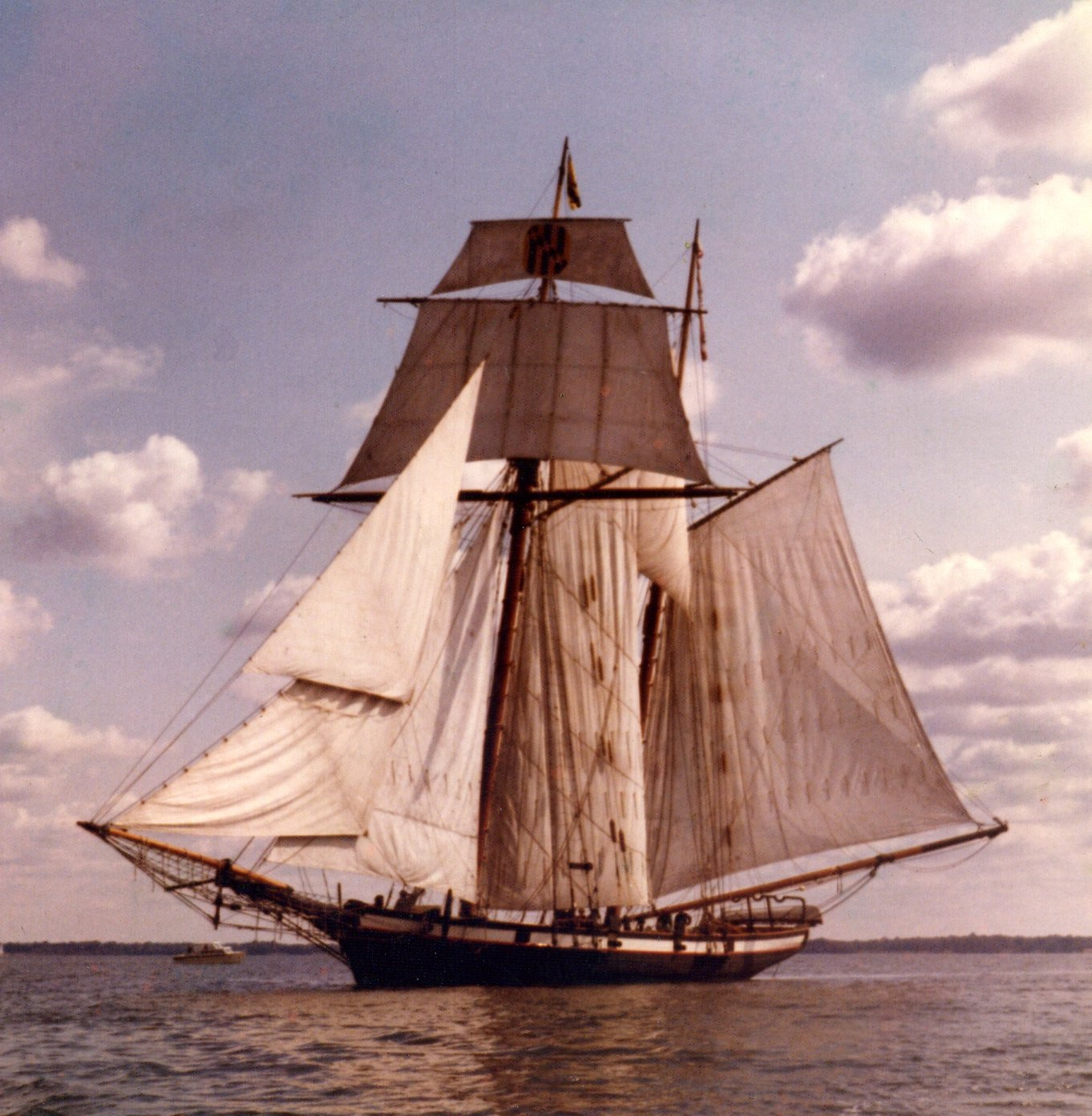
Шхуна «Гордість Балтимора». 1981

## Морські трагедії
Моряки різних країн розповідають історії про білі шквали, які стали причиною багатьох морських трагедій.
- 14 травня 1986 року білий шквал налетів на 42-метрову шхуну «Гордість Балтимора»[en] за 463 км на північ від Пуерто-Рико. Вітер з швидкістю 150 км/год перекинув корабель і затопив його. Капітан і троє моряків загинули, а решта — вісім членів екіпажу протягом чотирьох днів і семи годин з невеликою кількістю їжі та води плавали в частково надутому рятувальному пло́ті, поки норвезький танкер «Торо» не врятував їх.[2]

## Білий шквал у літературі та кіно
- У романі французького письменника Віктора Гюго «Знедолені» описаний білий шквал, що знищив 64-метровий вітрильний корабель.
- У фільмі американського кінорежисера Рідлі Скота «Білий шквал» 1996 року розповідається як внаслідок цього явища затонула 28-метрова шхуна «Альбатрос»[en]. Кінострічка описує правдиву подію, в якій загинуло шестеро осіб. Чак Ґіг, один з моряків екіпажу, згадував, що під час своєї подорожі на «Альбатросі» вони побували в умовах кількох жорстоких штормів, і що кожного разу з'являлися попереджувальні ознаки, які давали час щоб підготуватися до бурі. Але 2 травня 1961 року приблизно о 8:30 ранку на корабель несподівано налетів такий потужний шквал, що «Альбатрос» потонув, і екіпаж не встиг зреагувати. Дивним було також те, що відразу після затоплення море знову стало абсолютно спокійним і гладким.